# Tägertschi

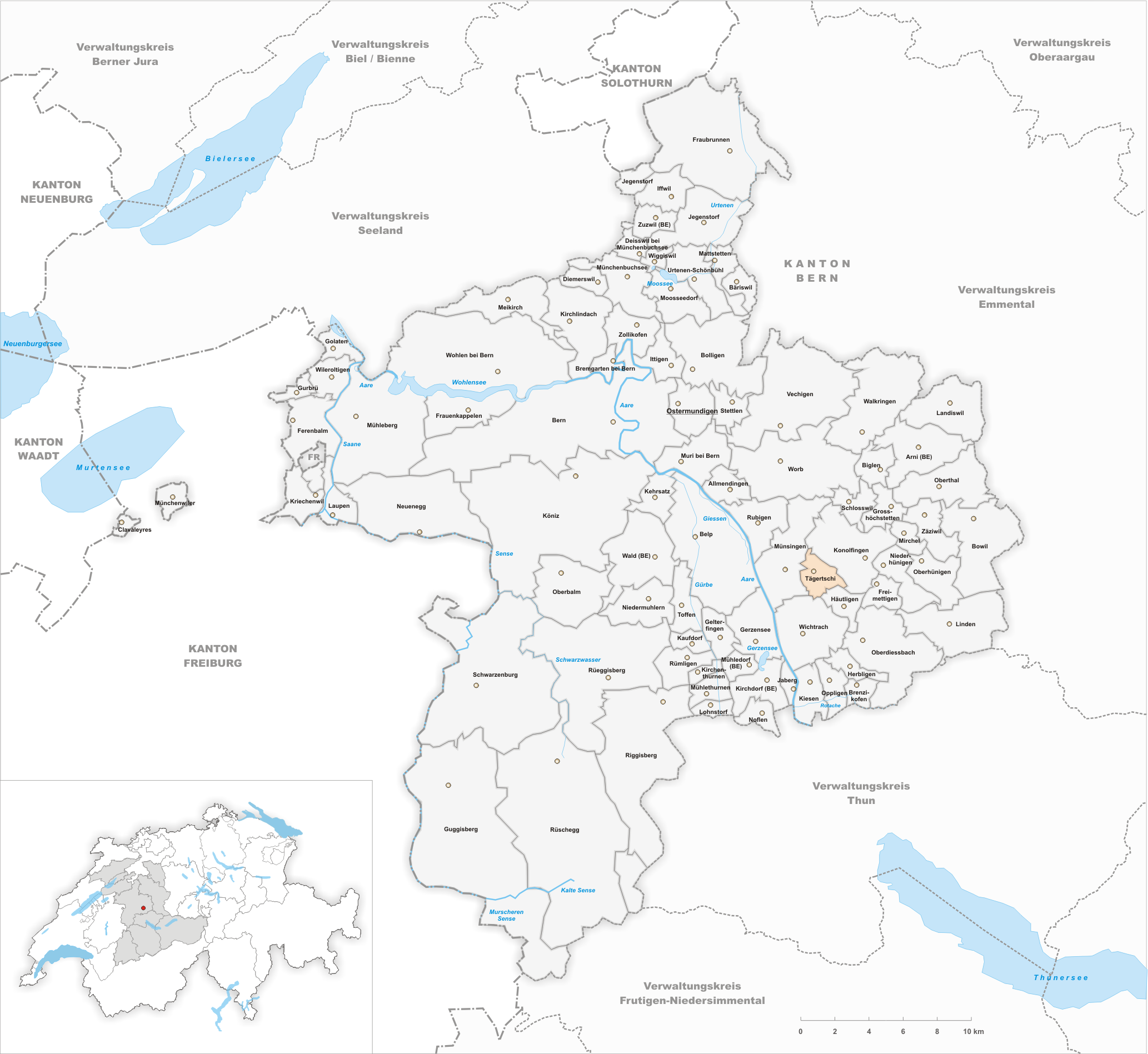
Gemeindestand vor der Fusion am 1. Januar 2017

Tägertschi ist eine Ortschaft in der politischen Gemeinde Münsingen im Verwaltungskreis Bern-Mittelland des Kantons Bern in der Schweiz. Bis zum 31. Dezember 2016 war Tägertschi eine eigene politische Gemeinde. Am 1. Januar 2017 fusionierte diese mit der Gemeinde Münsingen.

## Geographie
Tägertschi liegt auf 604 m ü. M., zwei Kilometer östlich vom Ortsteil Münsingen und 13 Kilometer südöstlich der Kantonshauptstadt Bern (Luftlinie). Das Strassendorf erstreckt sich in einer breiten Talmulde, welche durch den Grabenbach zur Aare entwässert wird, am Hang oberhalb von Münsingen.
Die Fläche des 3,6 km² grossen Gebiets der ehemaligen Gemeinde umfasst einen Abschnitt des Hügellandes östlich des Aaretals zwischen Bern und Thun. Der Hauptteil wird von einer bis zu 1 km breiten und 2 km langen Mulde eingenommen, die sich gegen Westen öffnet. Die Talmulde wird vom Grabenbach durch das Mülital, ein kleines Erosionstal, zur Aareniederung entwässert. Im Norden reicht Tägertschi an die Hänge des Hürnbergs und bis in das Tälchen des Schwandbachs. Nach Süden erstreckt es sich über die sanft gegen das Aaretal abfallenden Hänge bis in die Wälder von Tschuepis, Rütiholz (685 m ü. M.) und Lochenberg, auf dem mit 750 m ü. M. der höchste Punkt von Tägertschi erreicht wird. Von der Gemeindefläche entfielen 1997 6 % auf Siedlungen, 14 % auf Wald und Gehölze und 80 % auf Landwirtschaft.
Zu Tägertschi gehören der Weiler Ämligen (625 m ü. M.) in der Talmulde am Südfuss des Hürnbergs sowie einige Einzelhöfe. Nachbargemeinden von Tägertschi sind Konolfingen, Häutligen, Wichtrach und der Ortsteil Münsingen.

## Geschichte
Die erste urkundliche Erwähnung des Ortes erfolgte 1273 unter dem Namen Tegersche. Später erschienen die Bezeichnungen Tegerschi (1380), Tägertsche (1530) und Tägertschi (1531). Der Ortsname bedeutete ursprünglich beim grossen Eschengehölz; der erste Namensbestandteil «Teger-» findet sich auch in den Ortsnamen Degerloch und (vermutlich) Tegernsee.
Seit dem Mittelalter unterstand Tägertschi der Herrschaft Münsingen und teilte deren Schicksal. Die Oberhoheit über das Gebiet gehörte zunächst den Grafen von Kyburg und lag ab 1406 in den Händen der Stadt Bern, welche das Dorf dem Landgericht Konolfingen zuteilte. Nach dem Zusammenbruch des Ancien Régime (1798) gehörte Tägertschi während der Helvetik zum Distrikt Höchstetten und ab 1803 zum Oberamt Konolfingen, das mit der neuen Kantonsverfassung von 1831 den Status eines Amtsbezirks erhielt. Zu einer Gebietsveränderung kam es 1923, als der Weiler Ämligen von der damaligen Gemeinde Stalden im Emmental abgetrennt und Tägertschi angegliedert wurde. Das Dorf besitzt keine eigene Kirche, es gehört zur Pfarrei Münsingen.

## Bevölkerung
Mit 403 Einwohnern (Stand 31. Dezember 2016) gehörte Tägertschi zu den kleinen Gemeinden des Kantons Bern. Von den Bewohnern waren im Jahr 2000 98,5 % deutschsprachig, 0,6 % englischsprachig, und 0,6 % sprachen Albanisch. Die Bevölkerungszahl von Tägertschi belief sich 1850 auf 307 Einwohner, 1900 auf 336 Einwohner. Im Verlauf des 20. Jahrhunderts pendelte sie stets im Bereich zwischen 290 und 350 Personen. Seit 1970 (288 Einwohner) wurde eine leichte Bevölkerungszunahme verzeichnet.

## Politik
Die Stimmenanteile der Parteien anlässlich der Nationalratswahlen 2015 betrugen: SVP 42,0 %, BDP 16,2 %, SP 9,6 %, GPS 4,2 %, EDU 6,7 %, glp 7,0 %, EVP 5,6 %, FDP 5,2 %, Piraten 0,9 %, Alpenparlament 0,7 %, CVP 0,7 %.

## Wirtschaft
Tägertschi war bis in die zweite Hälfte des 20. Jahrhunderts ein vorwiegend durch die Landwirtschaft geprägtes Dorf. Schon früh wurde die Wasserkraft des Grabenbachs für den Betrieb von Mühlen und Sägewerken genutzt. Noch heute haben der Ackerbau, die Milchwirtschaft und die Viehzucht einen wichtigen Stellenwert in der Erwerbsstruktur der Bevölkerung. Weitere Arbeitsplätze sind im lokalen Kleingewerbe und im Dienstleistungssektor vorhanden. In Tägertschi sind heute Schmieden, Schlossereien und Schreinereien vertreten. In den letzten Jahrzehnten hat sich das Dorf zu einer Wohngemeinde entwickelt. Viele Erwerbstätige sind deshalb Wegpendler, die hauptsächlich in den grösseren Ortschaften der Umgebung und in der Agglomeration Bern arbeiten.

### Verkehr
Tägertschi ist verkehrstechnisch recht gut erschlossen. Es liegt an der Hauptstrasse von Münsingen via Konolfingen nach Langnau im Emmental. Der nächste Anschluss an die Autobahn A6 (Bern–Thun) befindet sich rund 5 km vom Ortskern entfernt. Am 1. Juni 1864 wurde der Abschnitt Gümligen–Langnau im Emmental der Bahnlinie Bern–Luzern mit einem Bahnhof bei Tägertschi in Betrieb genommen. Für die Feinverteilung im öffentlichen Verkehr sorgt eine Buslinie, welche die Strecke von Belp via Münsingen nach Konolfingen bedient.

## Persönlichkeiten
- Alisha Lehmann (* 1999), Fussballspielerin